# 基思·格莱德希尔
基思·格莱德希尔（英語：Keith Gledhill，1911年2月16日—1999年6月2日），生于加利福尼亚州，美国男子网球运动员。他曾获得澳大利亚网球公开赛男子双打冠军、美国网球公开赛男子双打冠军。